# NASDAQ-100
NASDAQ-100 (^NDX) là một chỉ số thị trường chứng khoán được tạo ra bởi 107 chứng khoán vốn phát hành bởi 100 công ty phi tài chính lớn nhất niêm yết trên NASDAQ.

## Hồ sơ
| Hạng mục | All-Time Highs | All-Time Highs                      |
| -------- | -------------- | ----------------------------------- |
| Closing  | 5,416.25       | Wednesday, ngày 15 tháng 3 năm 2017 |
| Intraday | 5,439.58       | Tuesday, ngày 21 tháng 3 năm 2017   |

## Thành phần
Đây là danh sách hiện tại vào cuối ngày giao dịch 16 tháng 12 năm 2016. Danh sách cập nhật có sẵn ở phần Liên kết ngoài. Cần lưu ý rằng danh sách theo thứ tự bảng chữ cái chứ không phải là bảng xếp hạng.
1. Activision Blizzard (ATVI)
2. Adobe Systems Incorporated (ADBE)
3. Akamai Technologies, Inc (AKAM)
4. Alexion Pharmaceuticals (ALXN)
5. Alphabet Inc. Class A (GOOGL)
6. Alphabet Inc. Class C (GOOG)
7. Amazon.com, Inc.  (AMZN)
8. American Airlines Group (AAL)
9. Amgen Inc. (AMGN)
10. Analog Devices (ADI)
11. Apple Inc. (AAPL)
12. Applied Materials, Inc. (AMAT)
13. Autodesk, Inc. (ADSK)
14. Automatic Data Processing, Inc. (ADP)
15. Baidu.com, Inc. (BIDU)
16. Biogen, Inc (BIIB)
17. BioMarin Pharmaceutical, Inc. (BMRN)
18. Broadcom Limited (AVGO)
19. CA Technologies (CA)
20. Celgene Corporation (CELG)
21. Cerner Corporation (CERN)
22. Charter Communications, Inc. (CHTR)
23. Check Point Software Technologies Ltd. (CHKP)
24. Cintas Corporation (CTAS)
25. Cisco Systems, Inc. (CSCO)
26. Citrix Systems, Inc. (CTXS)
27. Cognizant Technology Solutions Corporation (CTSH)
28. Comcast Corporation (CMCSA)
29. Costco Wholesale Corporation (COST)
30. CSX Corporation (CSX)
31. CTrip International (CTRP)
32. Dentsply Sirona (XRAY)
33. Discovery Communications A (DISCA)
34. Discovery Communications Inc (DISCK)
35. Dish Network, Inc. (DISH)
36. Dollar Tree, Inc. (DLTR)
37. eBay Inc. (EBAY)
38. Electronic Arts (EA)
39. Expedia, Inc. (EXPE)
40. Express Scripts, Inc. (ESRX)
41. Facebook, Inc. (FB)
42. Fastenal Company (FAST)
43. Fiserv, Inc. (FISV)
44. Gilead Sciences, Inc. (GILD)
45. Hasbro, Inc. (HAS)
46. Henry Schein, Inc. (HSIC)
47. Hologic, Inc. (HOLX)
48. Illumina, Inc. (ILMN)
49. Incyte Corporation (INCY)
50. Intel Corporation (INTC)
51. Intuit, Inc. (INTU)
52. Intuitive Surgical Inc. (ISRG)
53. JD.com (JD)
54. KLA-Tencor Corporation (KLAC)
55. Lam Research, Inc. (LRCX)
56. Liberty Global plc Ordinary A (LBTYA)
57. Liberty Global plc Ordinary C (LBTYK)
58. Liberty Interactive (LVNTA)
59. Liberty Interactive (QVCA)
60. Marriott International, Inc. (MAR)
61. Mattel, Inc. (MAT)
62. Maxim Integrated Products (MXIM)
63. Microchip Technology (MCHP)
64. Micron Technology, Inc. (MU)
65. Microsoft Corporation (MSFT)
66. Mondelēz International (MDLZ)
67. Monster Beverage (MNST)
68. Mylan, Inc. (MYL)
69. NetEase, Inc. (NTES)
70. Netflix (NFLX)
71. Norwegian Cruise Line Holdings (NCLH)
72. NVIDIA Corporation (NVDA)
73. NXP Semiconductors (NXPI)
74. O'Reilly Automotive, Inc. (ORLY)
75. PACCAR Inc. (PCAR)
76. Paychex, Inc. (PAYX)
77. PayPal Holdings, Inc. (PYPL)
78. QUALCOMM Incorporated (QCOM)
79. Regeneron Pharmaceuticals (REGN)
80. Ross Stores Inc. (ROST)
81. SBA Communications (SBAC)
82. Seagate Technology Holdings (STX)
83. Shire plc (SHPG)
84. Sirius XM Radio, Inc. (SIRI)
85. Skyworks Solutions, Inc. (SWKS)
86. Starbucks Corporation (SBUX)
87. Symantec Corporation (SYMC)
88. T-Mobile US (TMUS)
89. Tesla Motors, Inc.  (TSLA)
90. Texas Instruments, Inc. (TXN)
91. The Kraft Heinz Company (KHC)
92. The Priceline Group (PCLN)
93. Tractor Supply Company (TSCO)
94. TripAdvisor (TRIP)
95. Twenty-First Century Fox Class A (FOXA)
96. Twenty-First Century Fox Class B (FOX)
97. Ulta Beauty (ULTA)
98. Verisk Analytics (VRSK)
99. Vertex Pharmaceuticals (VRTX)
100. Viacom Inc. (VIAB)
101. Vodafone Group, plc. (VOD)
102. Walgreens Boots Alliance (WBA)
103. Western Digital (WDC)
104. Xilinx, Inc. (XLNX)
105. Yahoo! Inc. (YHOO)